# Index (Waszyngton)
Index – miasto w Stanach Zjednoczonych, w stanie Waszyngton, w hrabstwie Snohomish.